# Список кардиналов, возведённых папой римским Евгением IV

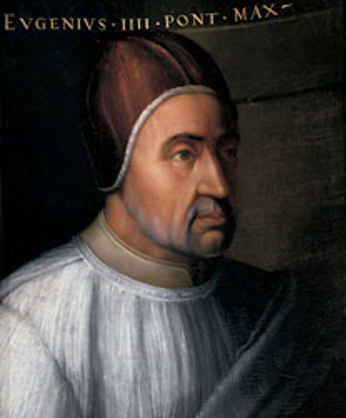
Папа Евгений IV

Кардиналы, возведённые Папой римским Евгением IV — 27 прелатов и клириков были возведены в сан кардинала на шести Консисториях за шестнадцатилетний понтификат Евгения IV.
Самой крупной консисторией были Консистория от 18 декабря 1439 года, на которой было возведено семнадцать кардиналов.

## Консистория от 19 сентября 1431 года
- Франческо Кондульмер, племянник Его Святейшества, апостольский протонотарий (Папская область);
- Анджелотто Фоско, епископ Кавы (Папская область).

## Консистория от 9 августа 1437 года
- Джованни Вителлески, титулярный патриарх Александрии и архиепископ Флоренции (Флорентийская республика).

## Консистория от 18 декабря 1439 года
- Рено де Шартр, архиепископ Реймса (королевство Франция);
- Джованни Берарди, архиепископ Таранто (Папская область);
- Джон Кемп, архиепископ Йоркский (королевство Англия);
- Никколо д’Аччапаччо, архиепископ Капуи (Неаполитанское королевство);
- Луи де Люксембург, архиепископ Руана, во Франции, и администратор Эли, в Англии (королевство Франция);
- Джорджо Фиески, архиепископ Генуи (Генуэзская республика);
- Исидор Киевский, митрополит Киевский и всея Руси (Великое княжество Московское);
- Виссарион Никейский, митрополит Никейский (Византийская империя);
- Джерардо Ландриани Капитани, епископ Комо (Миланское герцогство);
- Збигнев Олесницкий, епископ Кракова (королевство Польское);
- Антониу Мартинш ди Шавис, епископ Порту (королевство Португалия);
- Петер фон Шаумберг, епископ Аугсбурга (Священная Римская империя);
- Жан Ле Жэн, епископ Теруанна (королевство Франция);
- Денеш Сечи, епископ Эгера (королевство Венгрия);
- Гийом де Эстутвиль, избранный епископ Анже (королевство Франция);
- Хуан де Торквемада, O.P., магистр Священного дворца (Папская область);
- Альберто Альберти, избранный епископ Камерино (Папская область).

## Консистория от 1 июля 1440 года
- Лудовико Тревизано, патриарх Аквилеи (Венецианская республика);
- Пьетро Барбо, племянник Его Святейшества, апостольский протонотарий (Папская область).

## Консистория от 2 мая 1444 года
- Альфонсо де Борха, епископ Валенсии (королевство Арагон).

## Консистория от 16 декабря 1446 года
- Энрико Рампини, архиепископ Милана (Миланское герцогство);
- Томмазо Парентучелли, епископ Болоньи (Папская область);
- Хуан де Карвахаль, избранный епископ Пласенсии, в Кастилии (Папская область);
- Джованни де Примис, O.S.B.Cas., аббат монастыря Сан-Паоло-фуори-ле-Мура, в Риме (Папская область).